# Arcuospathidiidae
Famille
Les Arcuospathidiidae sont une famille de Ciliés de la classe des Gymnostomatea et de l’ordre des Spathidiida.

## Étymologie
Le nom de la famille vient du genre type Arcuospathidium, dérivé du latin arcu, arc, et de spath, « spatule, épée à lame large ». Quant à l'épithète spécifique de l'espèce type cultriforme « en forme de couteau », que n'a pas expliqué la description originale, il peut faire référence à la fois au « corps allongé en forme de couteau... »), et aux toxicystes (trichocyste) explosés («... couteau suédois fermé... mais le couteau s'est ouvert »).

## Description
L’espèce type du genre Arcuospathidium est au centre de ce que Xu et Foissner ont appelé le « complexe Arcuospathidium cultriforme », ce dernier contenant des espèces de grande taille et suffisamment remarquables pour servir de « fleurons biogéographiques ».
La taille des individus est de 150-450 X 20-90 μm in vivo (à l'état vivant), généralement proche de 240 X 40 μm.
Les cellules sont en forme de couteau avec un renflement oral oblique, très étroitement cunéiforme à oblong occupant, selon les espèces 1/3, 1/2 ou 2/3 de la longueur du corps.
Le macronucléus est nodulé, formé d’un brin tortueux, plus rarement de deux longs morceaux ou de nombreux petits nodules ou d’un mélange de nodules et de brins courts ; il est multimicronucléé.
Les extrusomes sont disposés en rangées, dans la moitié droite et gauche du renflement buccal, ou dispersés ; ils sont oblongs et d’une taille de 4-8 + 0,7-1,1 μm in vivo.
On observe 25 à 37 rangées ciliaires, dont 3 se différencient antérieurement en brosse dorsale occupant environ 28 % de la longueur du corps ; les soies ont 5 μm de long. 
Les kystes de repos ont une paroi épaisse et facettée.

## Habitat et répartition
L'espèce Arcuospathidium cultriforme vit dans des boues terrestres et a été trouvée un peu partout dans le monde : Autriche, Allemagne, Amérique du Sud, Afrique tropicale, République dominicaine, Hawaï.

## Liste des genres
Selon GBIF (9 janvier 2023) :
- Arcuospathidium Foissner, 1984 genre type[3]
  - Espèce type : Spathidium cultriforme Penard 1922
- Armatospathula Foissner & Xu, 2007
- Cultellothrix Foissner, 2003
- Spathidiodes
- Spathidioides Brodsky, 1925

## Systématique
Le nom valide de ce taxon est Arcuospathidiidae Foissner & Xu, 2007.